# Ubuntu Unity
Ubuntu Unityとは、Ubuntuベースではあるが、GNOME Shellの代わりにUnityインタフェースを使用したLinuxディストリビューションである。最初のリリースは2020年5月7日にリリースされた20.04 LTSであるが、その最初のリリース前はUnubuntuやUbuntu Unity Remixという仮名が付けられていた。

## 歴史
Unityインタフェースは元々カノニカルによって開発され、2011年4月にリリースされたUbuntu 11.04において初めてデフォルトのインタフェースとなった。UnityはGNOME Shellの代替として開発され、GNOME 2インタフェースはUnityへと置き換えられた。当時のカノニカルには、デスクトップ、携帯電話、およびタブレットのインタフェースをUnity 8へと一纏めにする計画があったが、Unity 8はUbuntuがUnityに代わりGNOME 3デスクトップへと移行した2017年に破棄されたため、Unityの開発はバージョン7をもって終了しバージョン8は未完成となった。2017年4月にリリースされたUbuntu 17.04はGNOME 3デスクトップを導入したが、Ubuntuユーザーや開発者には広く受け入れられなかった。UBportsが携帯電話のインタフェースとしての価値を理由にUnity 8の開発を引き継ぎ、2020年2月にUnityをLomiriへと改名したことで、いくつかフォークが提案された。2019年にカノニカルはUnity 7 Ubuntu Remixの商標使用を承認した。
インドのベンガルールの近くに在住の、Linux Foundation認定開発者かつUbuntuチームメンバーであるRudra B. SaraswatによりUbuntu Unityは開始された。彼はユーザーから聞き取り調査を行い、Ubuntuバックエンドとそれ以外の最小限の変更が施された、陳腐なUnity 7インタフェースを使用した。彼はGNOMEのファイルの代替としてNemoを収録し、XディスプレイマネージャにはLightDMの置き換えとしてGNOME ディスプレイマネージャーを採用した。
Saraswatは以前よりサーバに重点を置いたKrob Linuxなど、他のLinuxディストリビューションをいくつか作成していた。Ubuntu Unityを始めた動機について、Saraswatは「私が8歳だった頃はUbuntu 17.04を使っていて、Unity7が本当に大好きだった。だからカノニカルがUnity7を中断した時、私は不満だったためそれを復活させたかった。私はUnity7に新しい命を与えるためにこのプロジェクトを作成した」と述べた。Saraswatが2020年にUbuntu Unityを最初にリリースしたのは、彼が10歳の時であった。彼は当時、いずれはそのディストリビューションを公式なUbuntuの「フレーバー」として認めてもらいたいという意向を示した。
Ubuntu Unityは22.10リリースから承認されたフレーバーとなった。

## リリース

### Ubuntu Unity 20.04 LTS

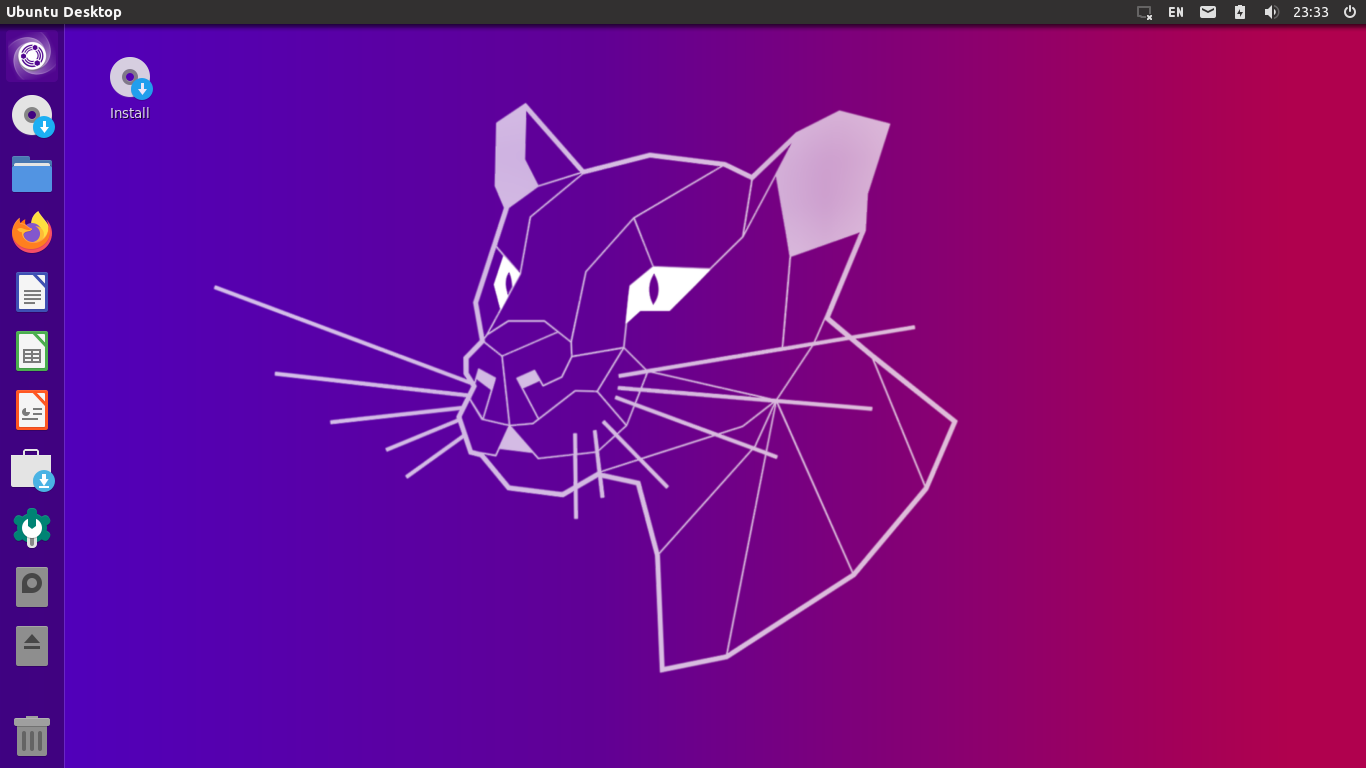
Ubuntu Unity 20.04 LTSのデフォルトデスクトップ

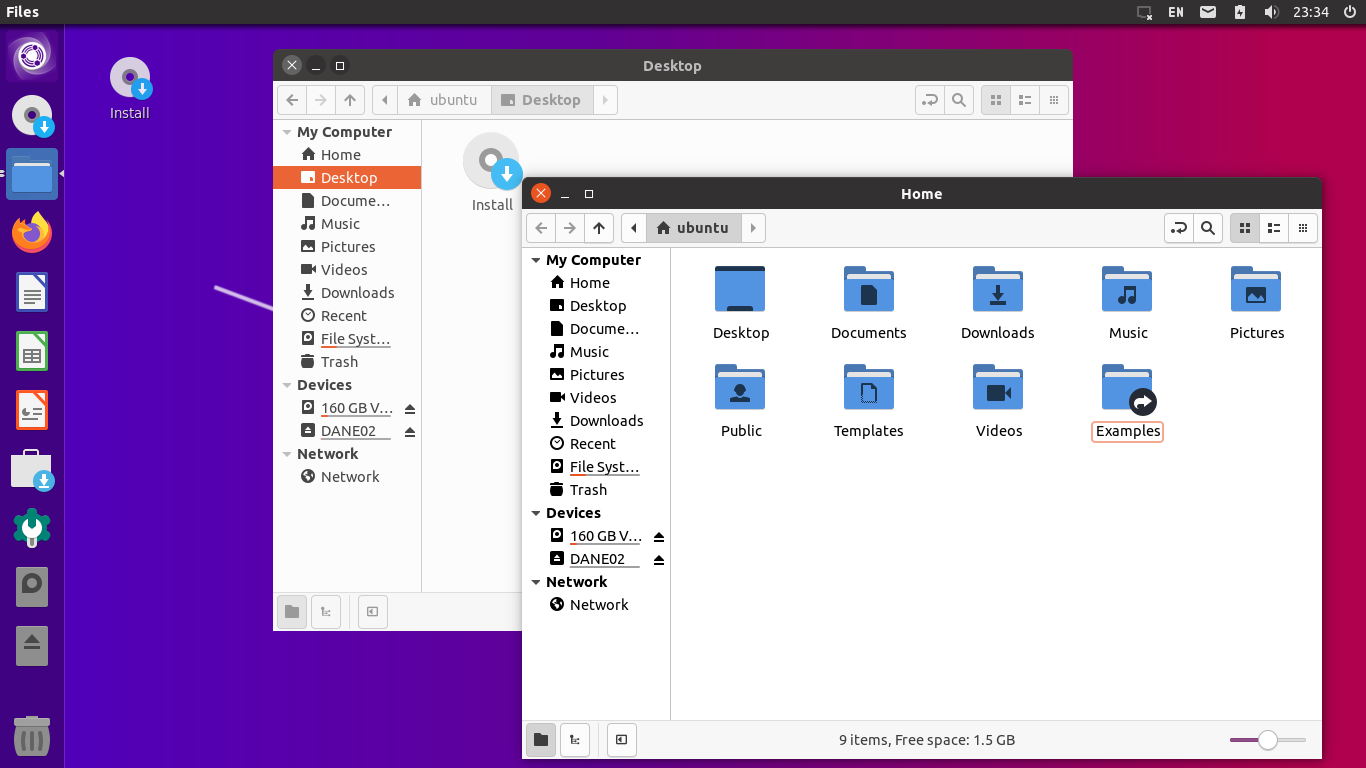
デフォルトのYaruテーマのUbuntu Unity 20.04 LTS

Ubuntu Unityの最初のリリースかつ最初のロングタームサポートであり、Ubuntu 20.04 LTSのリリースから2週間後の2020年5月7日にリリースされた。デフォルトのテーマはPapirusアイコンを搭載したYaruであるが、Adwaita、Ambiance、RadianceおよびHigh Contrastテーマも利用できる。
この最初のリリースは技術系プレスの注目を集め、広く報道された。
フォーブスのレビューにおいて、Jason Evangelhoは「古き良きUnityとCompizの日々を懐かしんでいるのであれば、素晴らしい朗報をお知らせする。誰かが新しいスポットライトを当てた舞台の下にあるのは、Ubuntu Unity Remix 20.04と呼ばれる真新しいLinuxディストリビューションである」と述べた。
TechRepublicのJack Wallenは、「Unityの復活は、デスクトップインタフェースがラップトップを使用することはとても理想的とは言えない提案であるため、非効率となっている世界から飛び出す切符となる。UbuntuのGNOMEへの切り替えを称賛した人々にとっても恐れることはない。UbuntuはGNOMEに固執している。一方、Unityは、Ubuntu Unityデスクトップ ディストリビューションなどのおかげで復活した。それは古くて、一度死滅したお気に入りの新鮮な解釈だ」と記した。
Marius Nestorは9to5Linuxにおけるリリースのレビューで、「Ubuntu Unity Remix 20.04を試しに動かしたら懐かしい思い出が甦った。その試しは素晴らしく思え、魔法のような効果だった」と述べた。
Linux++のEric Londoは新しいリリースをレビューし、「なるほど、これは私が知っていて好きだった古いUnityであったが、どういうわけか新鮮に感じた。キーバインディングに関する筋肉の記憶を取り戻そうとした際（実際にはGNOMEでシステムの制御方法を引き継ぐことができるのだが）、Unityエクスペリエンスに特有の観点においてスムーズで優雅であり、楽しいものであった。テストの間、私は有害な問題どころか、迷惑だと思われる問題にすら一つも出くわさなかった。Dashからファイルマネージャとテーマまで全ての物が、よどみなく以前のままのようだった。Ubuntu Unityを蘇らせたRudra Saraswatへ祝辞を呈する」と述べた。
Full CircleのAdam Huntは、「このリリースを『鍬入れ』や『ゲームチェンジャー』と称することはできないが、Unity7の後がGNOMEシェルでなかった場合に本流のUbuntuが今日どの位置に存在していたのかを正確に示している」と記した。
最初のポイントリリースは他のUbuntuフレーバーと同じ日の2020年8月6日に発表され、いくつかの軽微な問題の修正が含まれた。

2020年10月19日、Make Tech EasierのJohn Perkinsはそのレビューで、Ubuntu Unity 20.04リリースにおけるCPUアイドル率とRAM使用量の高さを非難し、さらに「私から見た噓として目立ったものは、主に壁の花的な要因である。Unityについて突出したものは何もない。検索機能は別として、Unityの外見とルック・アンド・フィールは私が戻りたくなるほど特別なものではなかった」と記した。

### Ubuntu Unity 20.10

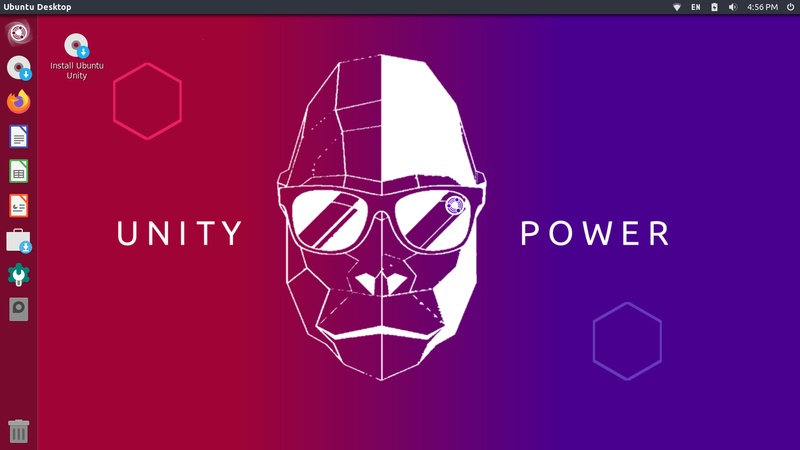
Ubuntu Unity 20.10

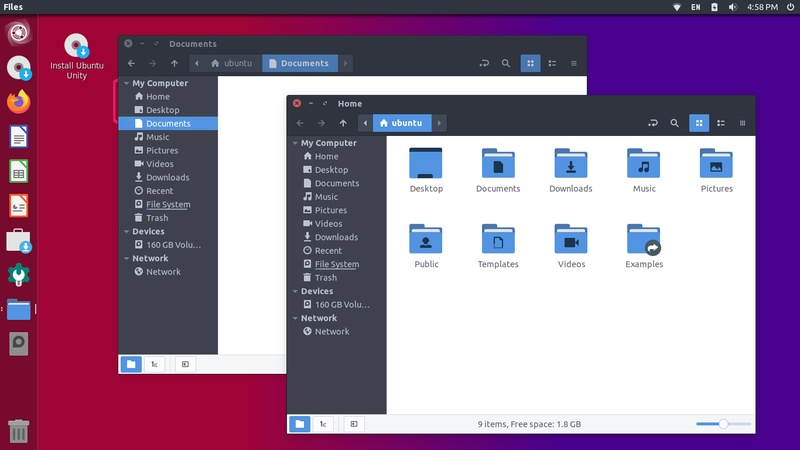
デフォルトのArc-darkerテーマのUbuntu Unity 20.10

この標準リリースは2020年10月22日に発表された。
このバージョンにはLinuxカーネルのバージョン5.8が組み込まれ、BIOSとUEFIのブートの両方でGNU GRUBを使用する。多数のプラグインや効果を搭載したCompiz設定マネージャなど、ユーザインタフェースの問題に対する修正や更新も数多く追加されており、さらにデフォルトのテーマであるArc-darkerや新しい壁紙、そして新しいYaru-Purpleのテーマとアイコンテーマも導入された。
最初のアルファ版のレビューでMarius Nestorは9to5 Linuxにおいて、「試しに使うため入手したが、驚いたことに全てがバージョン 20.04よりも遥かに高速で動作した」と記した。
Debug Pointの最後のリリースのレビューにおいて、Arandam GiriはUbuntu Unityの効率の良さと、それが如何にしてユーザーの生産性を改善させたのかを称賛した。

2021年1月、Full Circleのレビューでは、「Ubuntu Unity 20.10はとても丈夫なリリースだ。これは最初のリリースで得られた成功と技術系プレスの注目に基づいており、公式な地位を獲得する目標を持ってUbuntu Unityをさらに魅力的にしている開発者の献身を示している。CompizConfig設定マネージャー、より多くのウインドウやアイコンテーマ、そして幅広くずらりと並んだ壁紙の選択肢に加え、電子メール用Thunderbirdの設定やデフォルトファイルマネージャとしてNemoを追加したことは、この開発サイクルがユーザーエクスペリエンスを鋭敏にすることへ焦点が合わせられていることを示している。このことは2022年4月に予定されている次のLTSバージョンである22.04 LTSへの道に沿って、Ubuntu Unityを追跡する価値があるものにしている。このリリースが何らかの兆候であるならば、我々は将来良いものに遭遇するだろう」と記された。

### Ubuntu Unity 21.04

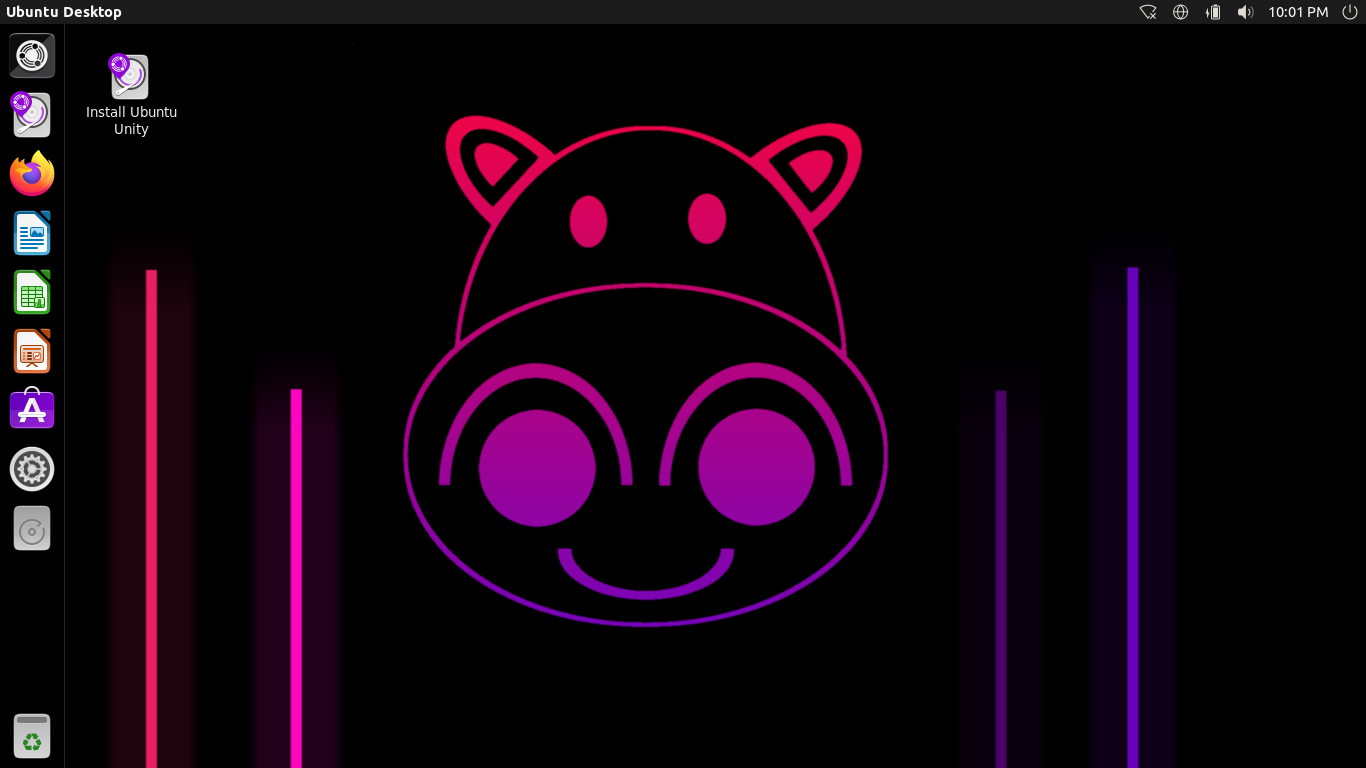
Ubuntu Unity 21.04

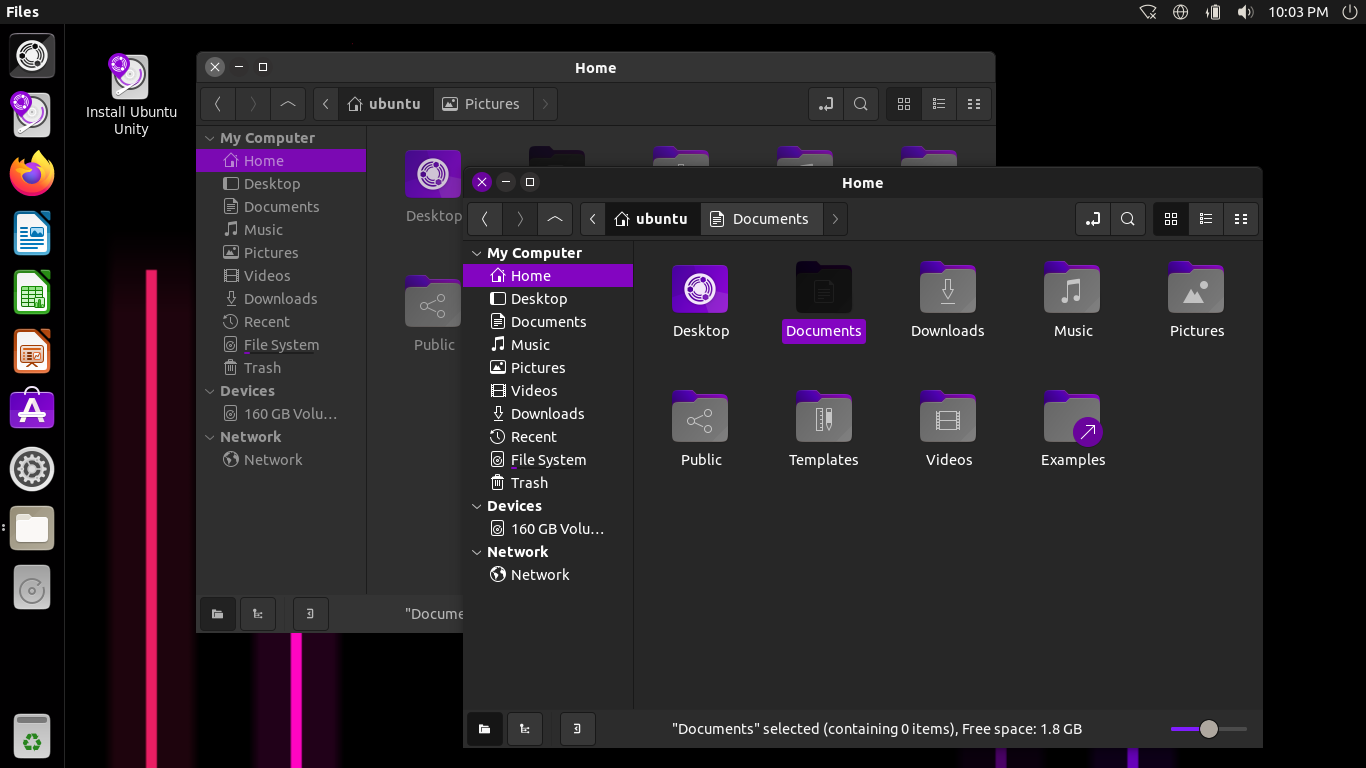
デフォルトのYaru-unity-darkテーマのUbuntu Unity 21.04

Ubuntu Unity 21.04は標準リリースで、2021年4月22日に発表された。
このバージョンはLinuxカーネル5.11を使用し、新しいYaru-Unity7テーマに加え、新しい透明なランチャーアイコンが含まれた。さらに新しい壁紙と新しい起動用のPlymouthテーマに加え、いくつかのバグ修正も含まれた。
レビュアーであるMarius Nestorは9 to 5 Linuxに、「Ubuntu Unity 21.04は古き良きUnity 7デスクトップ環境のファンに、Hirsute Hippoマスコットをベースとした新しい壁紙だけでなく、透明なランチャーアイコンや新しいPlymouthブートスプラッシュテーマを特徴とした新しいYaru-Unity7ダークテーマを搭載して、大幅に改善されたエクスペリエンスを提供するためにもたらされた。様々なアプリが最新版リリースへと更新され、GNOME システムモニタアプリなどの更新されてないアプリも動作改善のためのバグ修正を受けた。加えて、このリリースには不足していた音量と明るさの変更に関する通知が追加され、Snapアプリのサポートが改善された」と記した。
Full Circleの2021年8月号のレビューでは、「Ubuntu Unity 21.04は開発チームからのもう一つの強力なリリースである。開発サイクルの焦点は、効率的なUnity 7インタフェースと優れた多くのアプリケーションを提供しながら、ユーザーに対しより多くのルック・アンド・フィールの選択肢を提供することに当てられている。これまでリリース毎に改善が積み重ねられてきたため、そのやり方はうまく機能していると思われる」と結論付けた。

### Ubuntu Unity 21.10

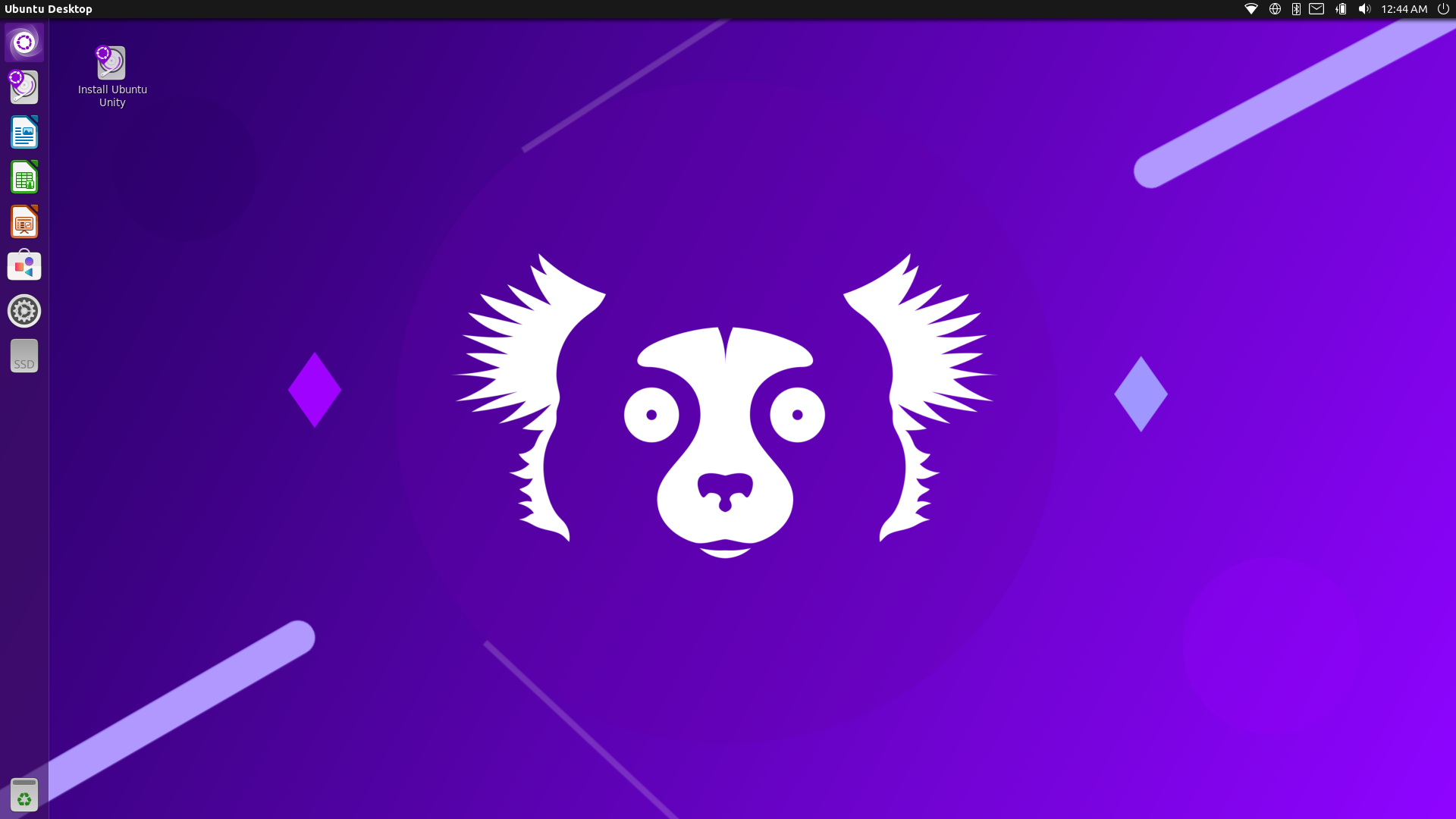
Ubuntu Unity 21.10

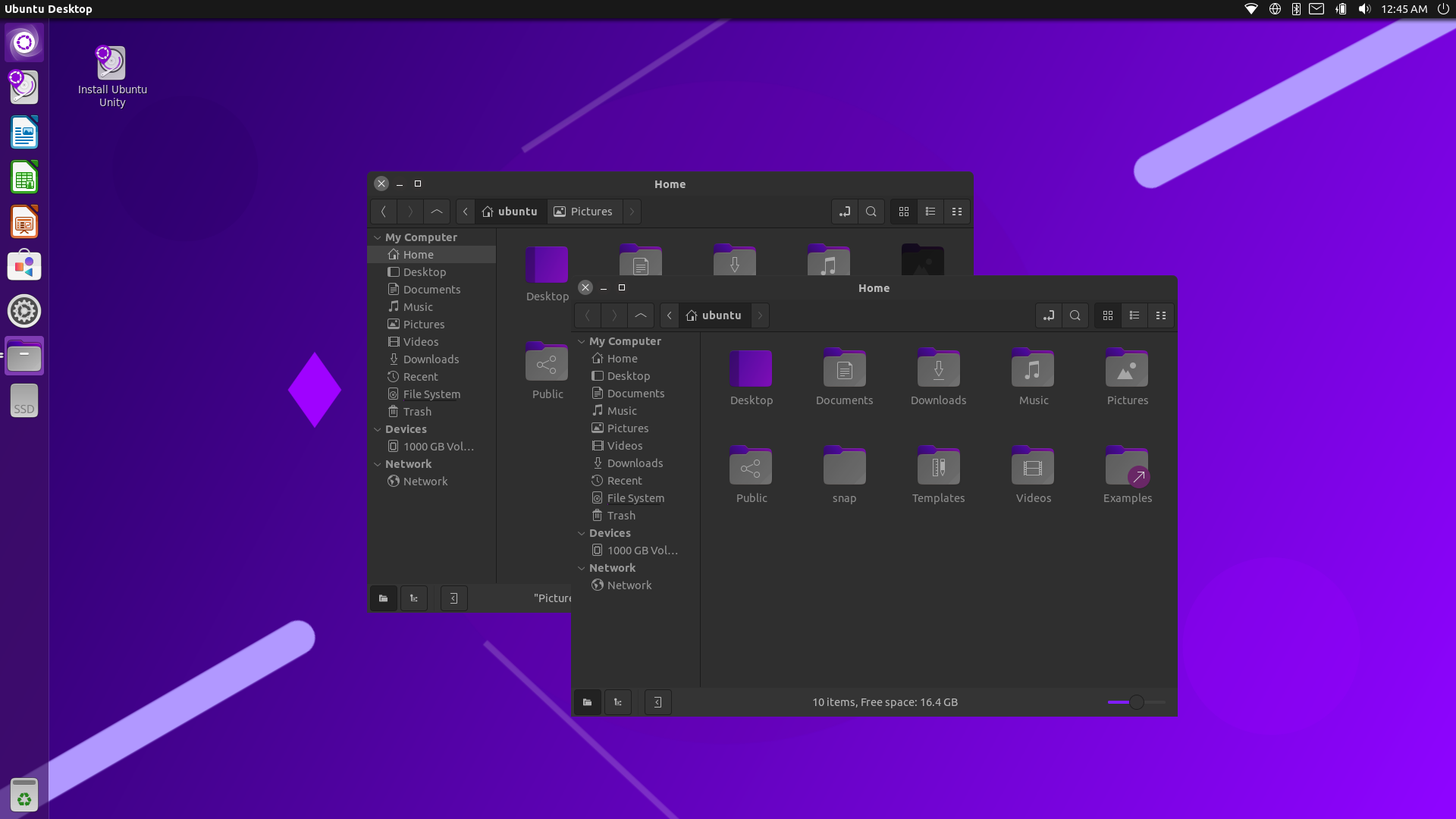
デフォルトのYaru-unity-darkテーマのUbuntu Unity 21.10

Ubuntu Unity 21.10は標準リリースで、2021年10月14日に発表された。
このリリースではUnityユーザインタフェースのバージョンが7.5.0から7.5.1にアップデートされ、更新されたインジケーターと、GLib 2.0からgsettings-ubuntu-schemasへの移行が組み込まれている。
Ubuntu Unity 21.10はUbuntu 21.10に合わせ、Snapを以前のdebバージョンではなくFirefoxウェブブラウザバージョンを使用しており、新しいPlymouthスプラッシュスクリーンと、デフォルトのIndri壁紙を含む新しいアートワークが導入された。
このプロジェクトにはMuqtadirとAllan Carvalhoによる、単純化された新しいUbuntu Unityロゴも採用された。
このリリースは、ニーズ拡大とトラフィック増大によるGitLabへのプロジェクト移行と、新しいウェブサイトデザインの開始を記念したものである。Ubuntu Unity 21.10の開発者は、snapcraft.ioにある既存のCanonical Snapストアからその代替であるlol Snapストアへの移行をこのプロジェクトより開始するという意向を示した。
Full Circleの2022年2月号のレビューでは、「Ubuntu Unity 21.10は期待されたほど強力なリリースではなく、リリース時点で既に存在したのに修正されていない問題点がいくつかあった。Unity Tweak Toolがデフォルトでインストールされていないどころか、インストールして起動することもできないということは、提供されたテーマへ正しくアクセスできないことを意味する。私はこのような未解決のバグを含む『標準』リリースを発表しても構わないと思うが、開発者はリリース声明において問題点をはっきりと説明し、それがいつ修正される予定なのかを示す必要がある」と記された。

### Ubuntu Unity 22.04 LTS

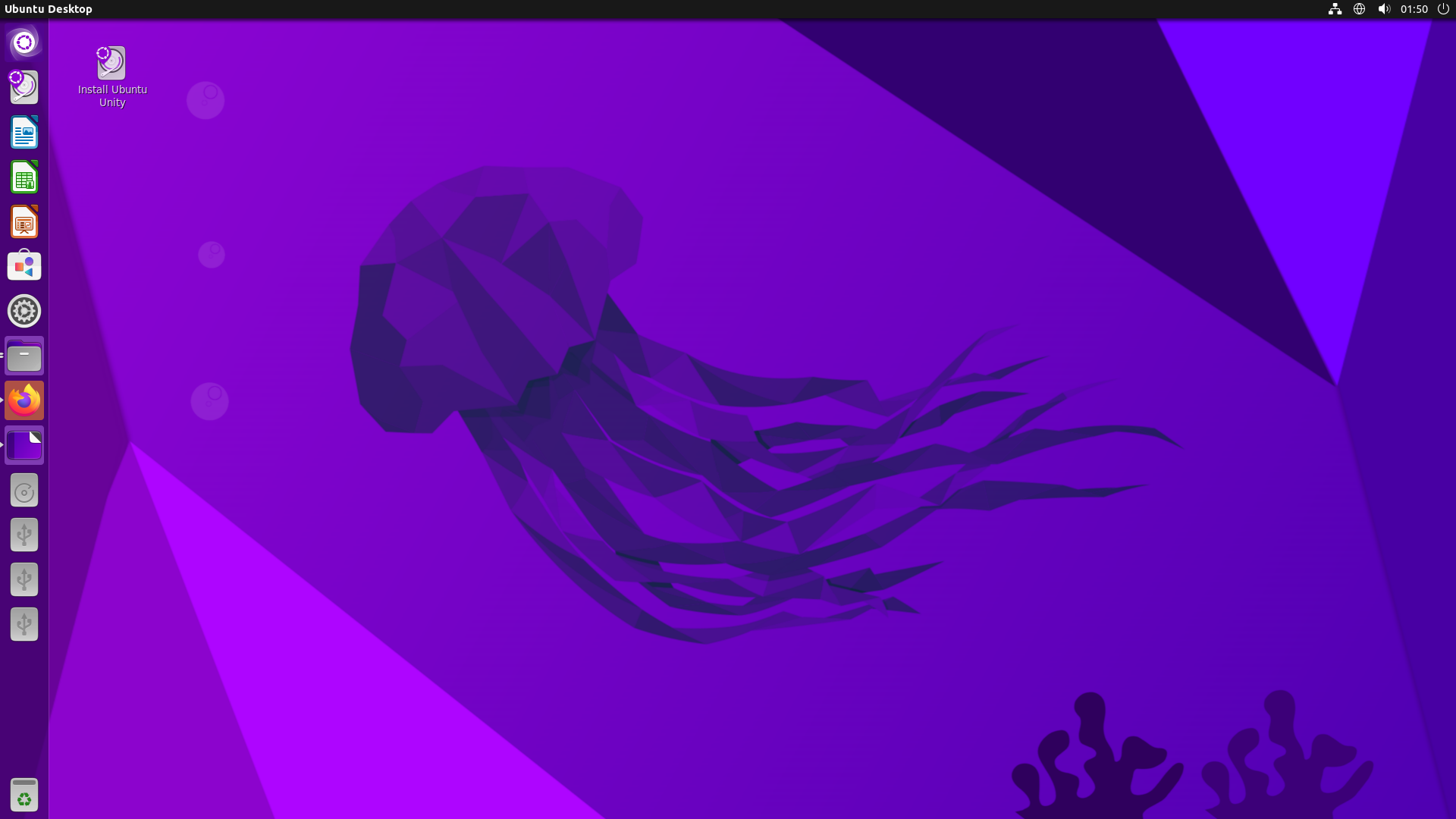
Ubuntu Unity 22.04

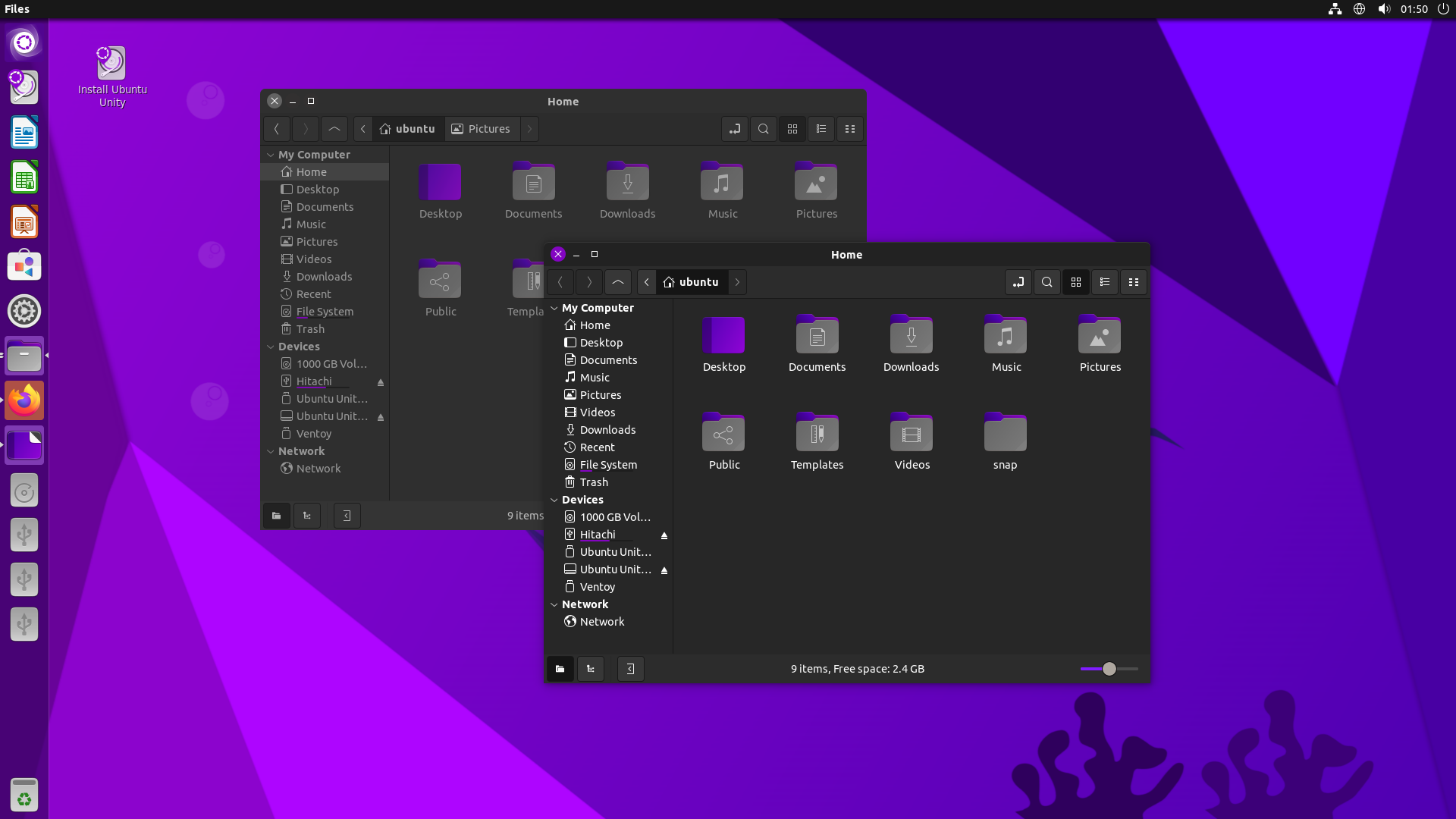
デフォルトであるYaru-unity-darkテーマのUbuntu Unity 22.04 LTS

Ubuntu Unityの5代目かつ2025年4月まで3年間サポートされるロングタームサポートのリリースは、2022年4月21日に行われた。
このリリースにおける変更としては、デフォルトでFlatpakとFlathubリポジトリが追加されたことに加え、BIOS用およびUEFI用とハードウェアにおいてそれぞれ異なっていたインストールファイルが、1つのISOファイルのダウンロードに統合されたことが挙げられる。
多数のアプリケーションに変更がなされ、GNOMEアプリケーションの大半がMATEのそれに置き換えられた。Atril EvinceはPDFビューワーに、geditはPlumaに、Eye of GNOMEはEye of MATEイメージビューワーに、GNOME システムモニタはMATEシステムモニタに、そしてGNOME ビデオはVLCメディアプレーヤーへとそれぞれ置き換えられた。同様にSynapticとGDebiも削除された。
Full Circleのレビューでは、「Ubuntu Unity 22.04 LTSは、明らかに悪い癖もなく問題点も確認されなかった堅実なリリースである。このリリースにおけるUnity Tweak Toolの復活は歓迎できる追加であり、このことはUbuntu Unity 22.04 LTSが前任の21.10よりも優れていることを意味する。Ubuntu Unityはユーザーに多数のカスタマイズ選択肢に加え、GNOMEやMATEデスクトップのデフォルトアプリケーションを独自に混合したものを提供し続けている」と記された。

### Ubuntu Unity 22.10

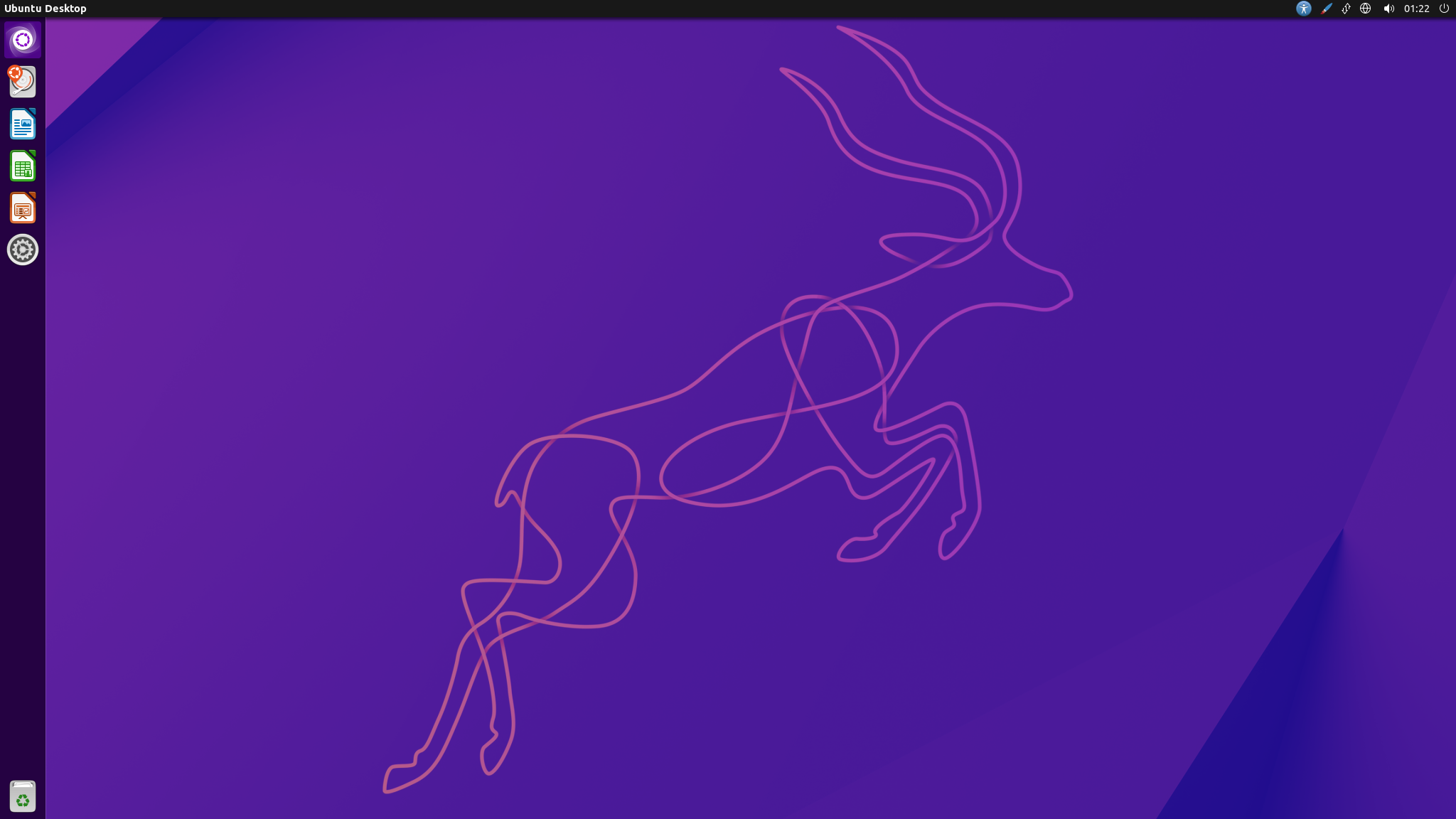
Ubuntu Unity 22.10

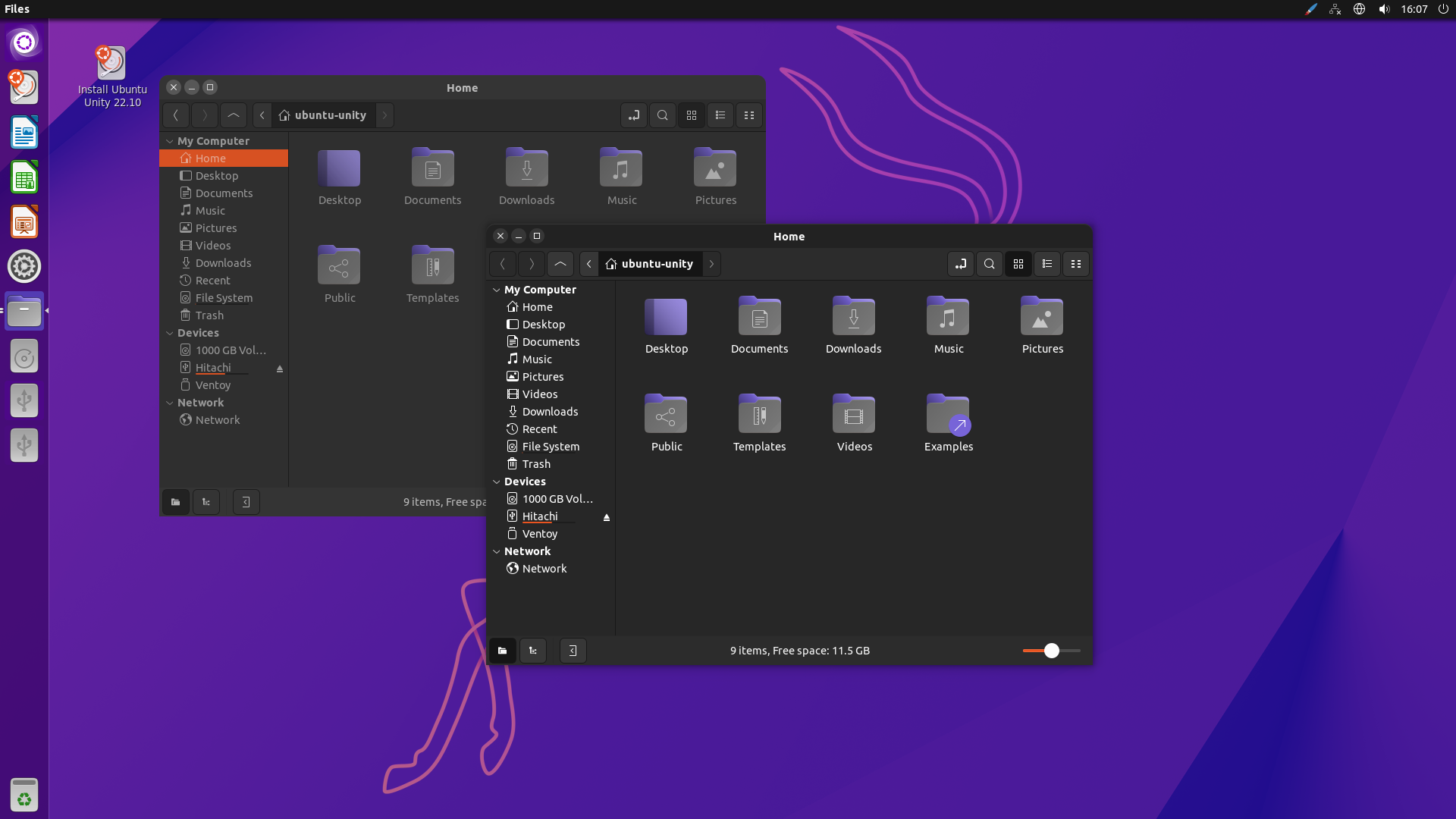
デフォルトのYaru-unity-darkテーマのUbuntu Unity 22.10

Ubuntu Unity 22.10は公式フレーバーとしては最初のリリースであり、2022年10月20日に発表された。
Ubuntuフレーバーとしては最初の公式リリースで、Ubuntu Unity 22.10はカノニカルの公式サービスであるcdimage.ubuntu.comにホストされた。さらにlibadwaitaアプリケーションからMATEによるその代替への移行が完了した。UnityパッケージはUbuntuの "Universe" パッケージとしてのホストに移行され、Ubuntu Unityデスクトップは他のUbuntuフレーバーにubuntu-unity-desktopメタパッケージを追加するだけでインストールできるようになった。
It's FOSSは最終リリース直前の2022年9月のレビューでは、「若い開発者であるRudra Saraswatが2020年にUbuntu Unity Remixを思い出させる（もう一つの）新しいディストリビューションを開始した。それはUbuntuにより破棄されたのと同じUnity 7を搭載した、Ubuntu 20.04 LTS上にビルドされた。私はそれを無視した。それはUbuntu 20.04をベースとした古いUnityに過ぎなかった。3年間コードが触れられなかった? 私はそれを使う理由が分からなかった。およそ2年間そのような状態が続いた。Unityのコードベースに変更はなかった。だが2022年6月、6年ぶりにUnityの新しいバージョンがリリースされた。私見では、プロジェクトが実際の進化を示したのはそれが最初であった。そのプロジェクトは最早、以前と同じ古いUnityコードと新しいUbuntuベースを単に組み合わせただけではなく、コード開発がされ続けていた」と記された。
2022年10月、DebugPointのレビューでは、「公式となったUbuntu Unity 22.10は、Unityデスクトップのさらなる成長の開始を期待させる。開発の観点から見ると、UnityをUnityX（7以降のバージョン）にするためには巨大な量の作業が待ち構えている。さらに現時点においてUnityはX.OrgのみをサポートしWaylandをサポートしていない。一部ユーザーのためにパフォーマンス重視のワークロード用デイリードライバとしてWaylandを採用することは、失敗要因となりかねない。とは言えUbuntu Unity 22.10は、平均的ユーザーの日常作業にとっては完璧で、小さいフォームファクター用としても完璧である。Unityのデザイン、HUDサーチ、グローバルメニュー、そして左のアクションボタンが好みであれば、それはあ向きだ」と記された。

Full Circleの2023年4月号のレビューでは、デスクトップユーザー設定が存在箇所がばらばらで一貫性のない性質であることと、過去のいくつかのリリースに渡るデフォルトアプリケーションの急激な廃止や再追加を非難し、「ユーザーから見れば、最近のリリースにおけるドキュメント化されていないこれら全てのアプリケーション切り替えには少し困惑してしまう。アプリケーションは次期リリースで理由もなく再出現するためだけに消失するが、それについて意図が存在するとは思えない」と述べている。

### Ubuntu Unity 23.04

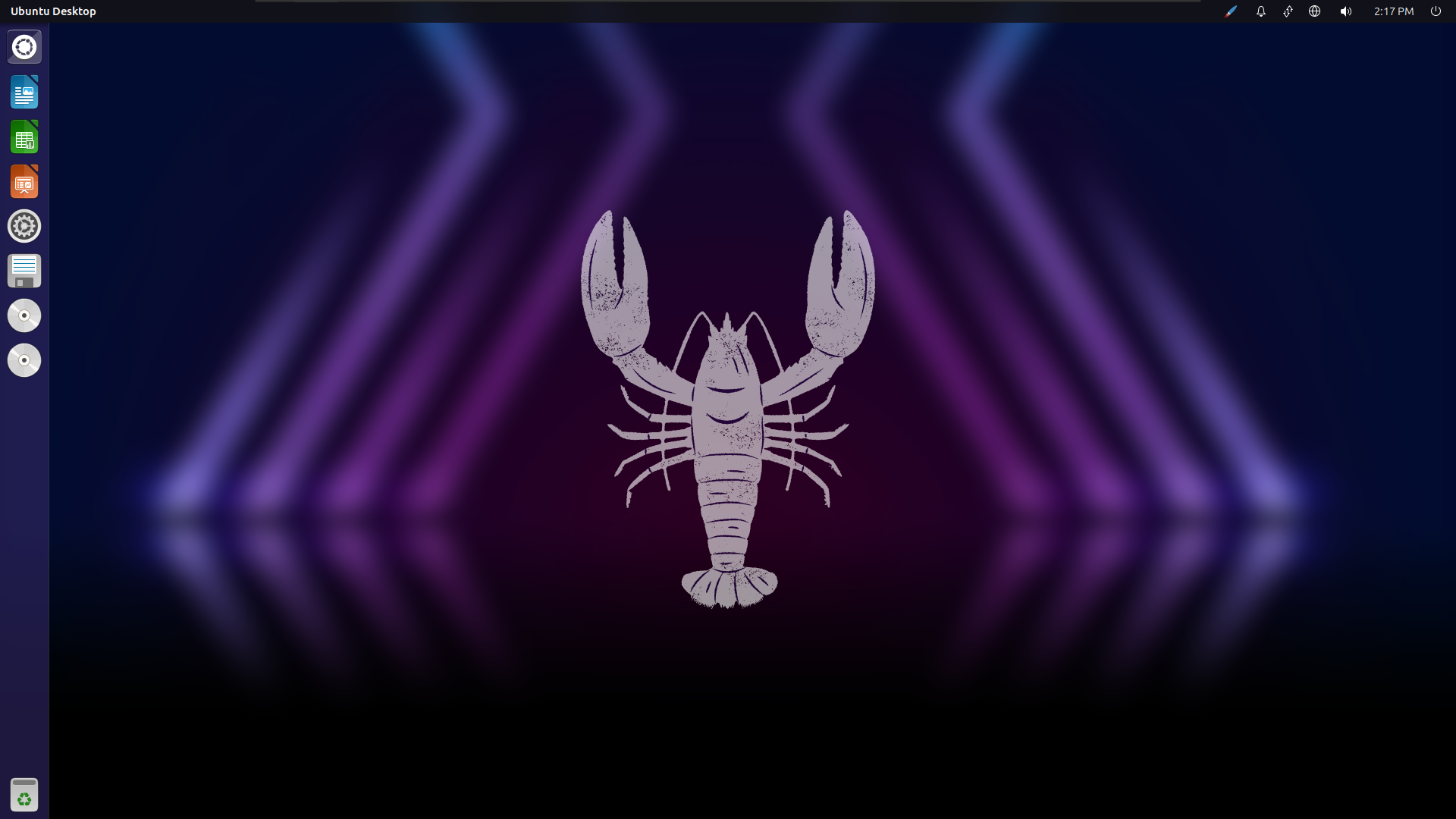
Ubuntu Unity 23.04

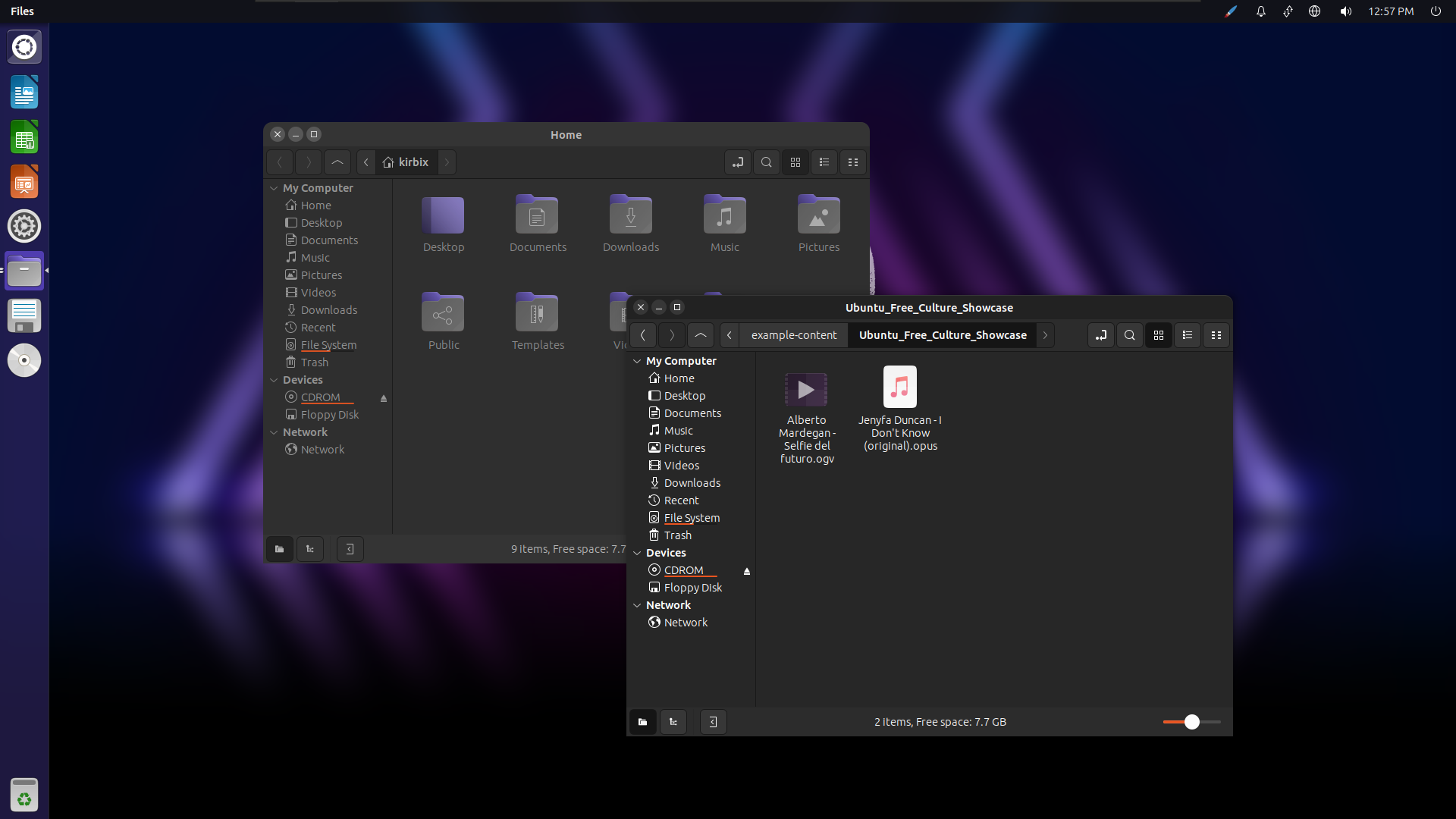
デフォルトのYaru-unity-darkテーマのUbuntu Unity 23.04

Ubuntu Unity 23.04は、2023年4月20日に発表された最初の中間リリースであり、アウト・オブ・ザ・ボックスなUnity 7.7デスクトップを搭載した最初のディストリビューションである。このリリースはUbuntu 16.04で説明されたコンセプトによる表示に似た新しいDash、パネルの改善、そして 'UWidgets' の実装をもたらしただけでなく、設定アプリとランチャーの見栄えの劇的な改善ももたらした。

Ubuntu Unity 23.04は、2024年1月まで9ヶ月間サポートされる予定である。

### Ubuntu Unity 23.10

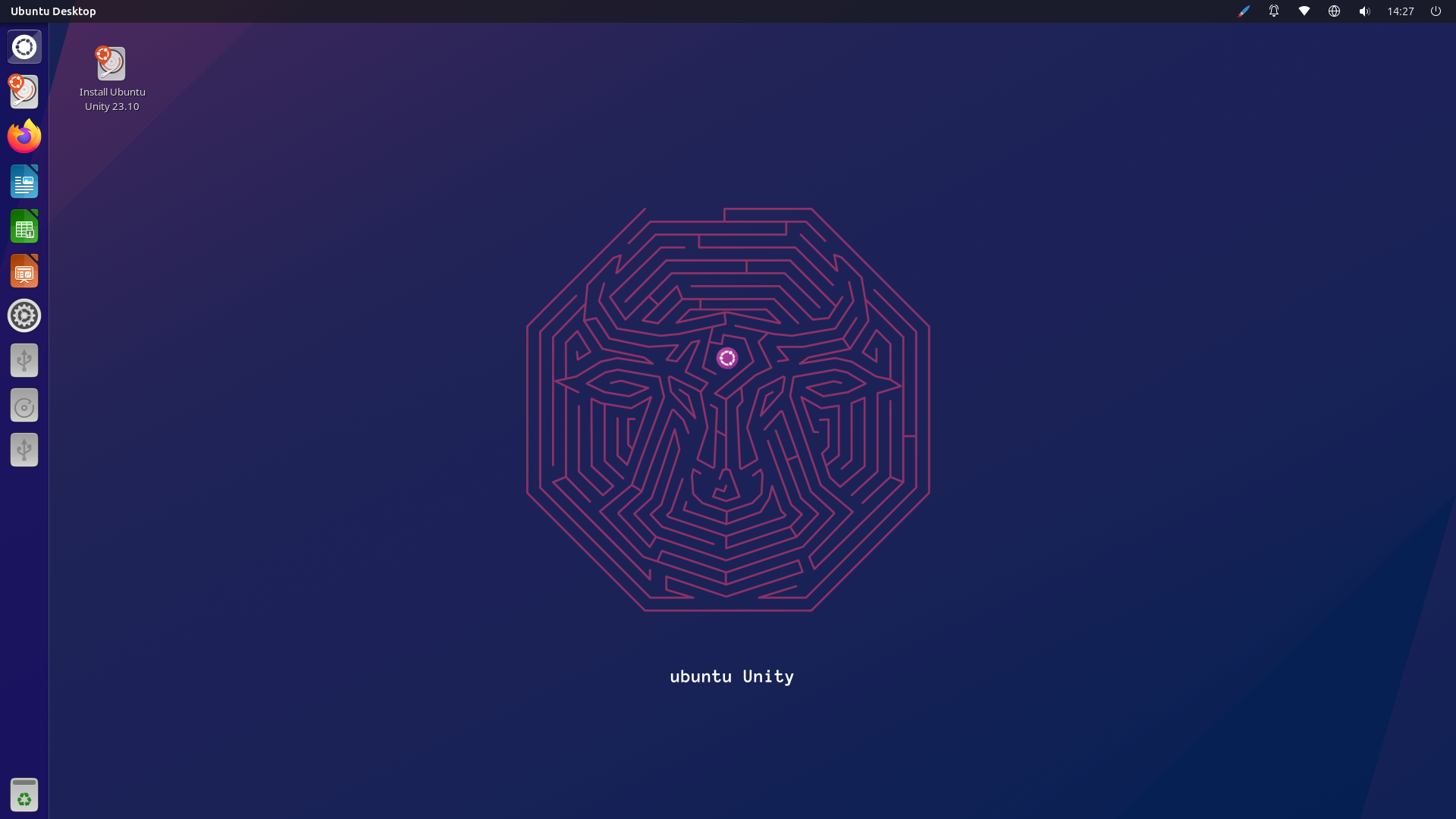
Ubuntu Unity 23.10

Ubuntu 23.10は2023年10月12日にリリースされ、2024年7月まで九か月間サポートされる予定である。

### Ubuntu Unity 24.04

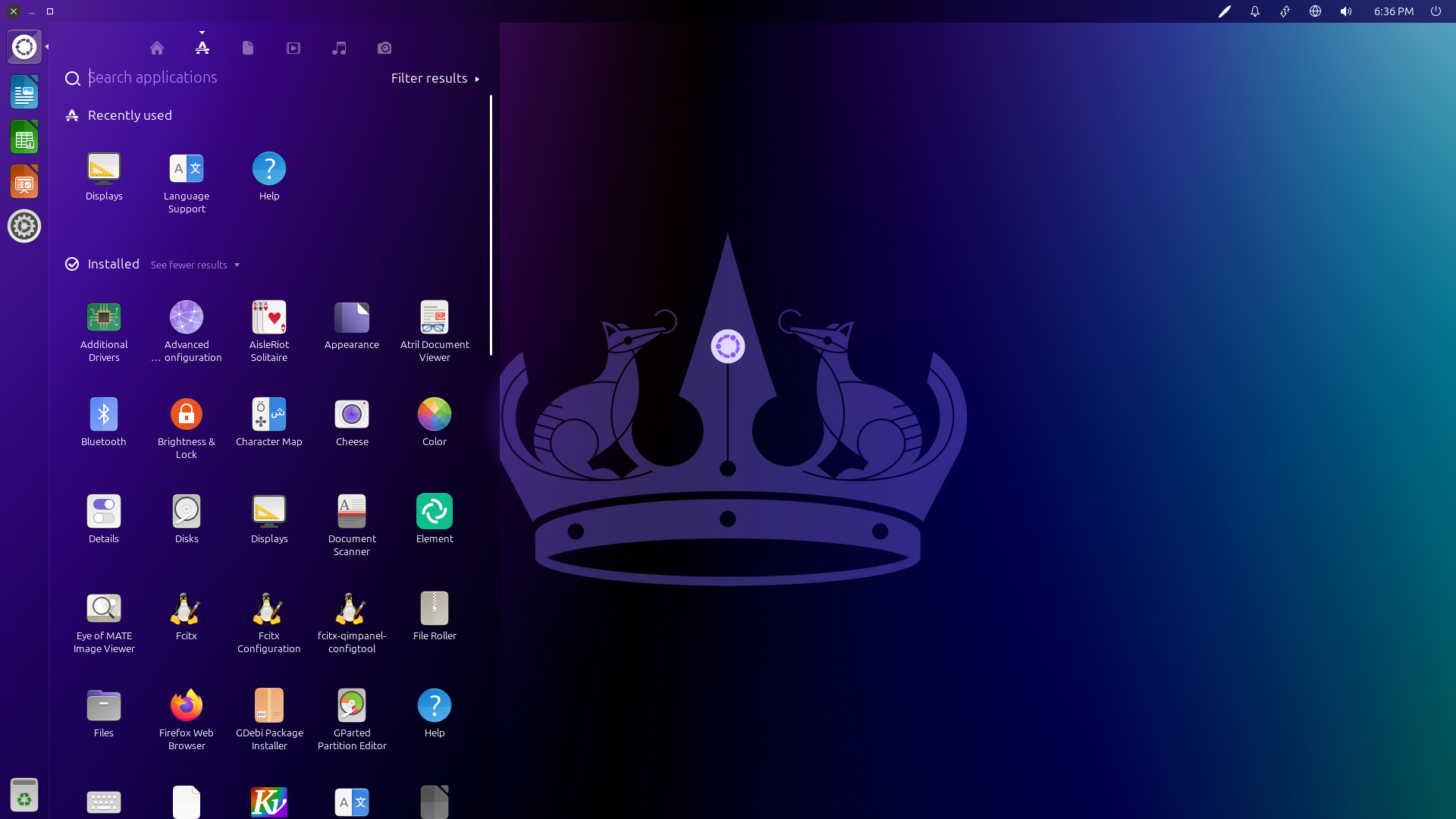
Ubuntu Unity 24.04

Ubuntu 24.04は2024年4月25日にリリースされた。公式フレーバーになって初めての長期サポート版(LTS)である。「Lomiri」と呼ばれるUnity 8デスクトップを搭載したバージョンを提供し始め、将来的にUnity 7の代替品となる見込みである。Unity 7を搭載したバージョンも引き続き提供されているが、バージョンは前バージョン同様7.7を使用している。その他の変更は、インストーラーをCalamaresに切り替え、カーネルバージョンの更新など小規模なものに留まる。The Registerによるレビューでは、「Ubuntu Unity 24.04は、引き続きUnity 7.7デスクトップ環境を維持し、インストーラーにはCalamaresが採用されている。しかし、Snapパッケージのアプリケーションとの統合において、一部のアプリでグローバルメニューが正常に動作しない問題が報告されている。また、Unity 7はX11ベースであり、Waylandへの移行が進んでいる中で、今後のサポートについて懸念も挙がっている。」と述べている。

### Ubuntu Unity 24.10

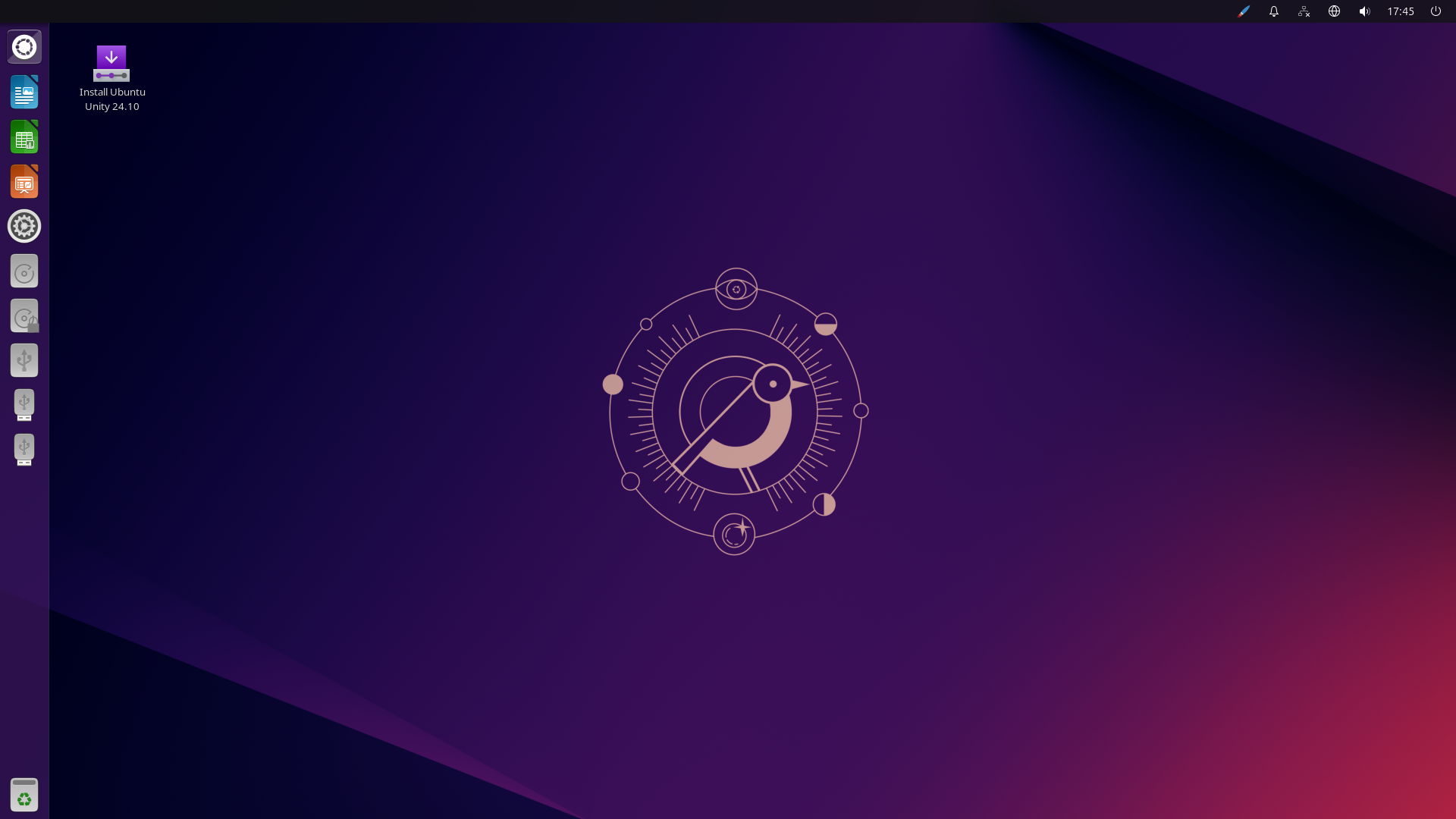
Ubuntu Unity 24.10

Ubuntu 24.10は2024年10月10日にリリースされた。Unityは引き続き7.7を使用、インストーラーはCalamaresを引き続き使用しており、バグ修正、安定性の向上が主である。

### Ubuntu Unity 25.04

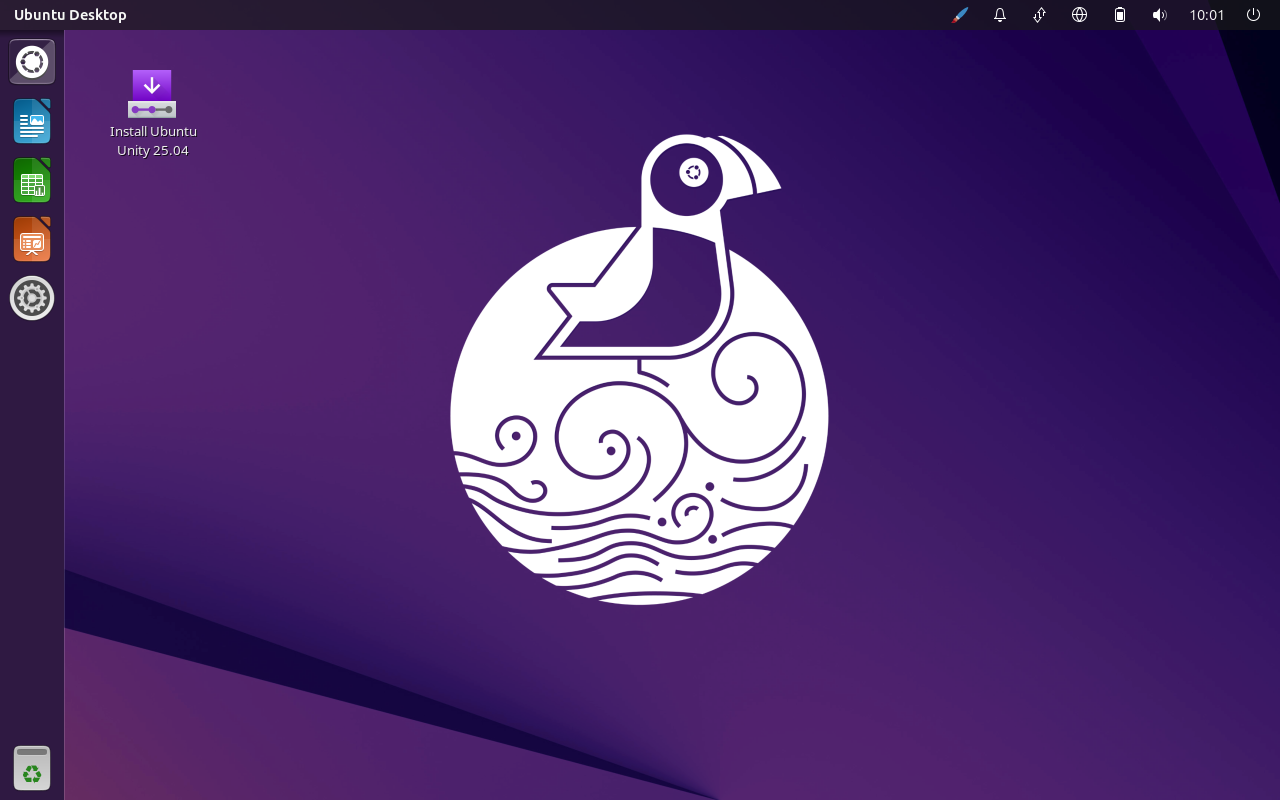
Ubuntu Unity 25.04

Ubuntu 25.04は2025年4月17日にリリースされた。

## アプリケーション
Ubuntu Unityにはデフォルトでアプリケーションがいくつか含まれている：
| - Cheese Webカメラアプリケーション - CUPS印刷システム - Document Viewer (Evince) PDFビューワー - Document Scanner (Simple Scan) オプティカルスキャナー - Firefoxウェブブラウザ - Geary電子メールクライアント - GNOME Calendarデスクトップカレンダー - GNOME Disksディスクマネージャ - GNOME ファイル (Nautilus) ファイルマネージャ - GNOME 端末 端末エミュレータ - GNOME ビデオ (Totem) ムービープレーヤー - GPartedパーティションエディタ - Image Viewer (Eye of GNOME) イメージビューワー | - LibreOfficeオフィススイート - Nemoファイルマネージャ - PulseAudioオーディオコントローラ - Remminaリモートデスクトップクライアント - Rhythmboxミュージックプレーヤー - Shotwellフォトマネージャ - Startup Disk Creator USB ISOライター - Text Editor (gedit) テキストエディタ - Thunderbird 電子メールクライアント - Transmission BitTorrentクライアント - Ubuntu Software (GNOME Software) パッケージ管理システム - Unity Tweak Tool 設定マネージャ |

## リリース一覧
| バージョン                                                            | コードネーム    | リリース日     | サポート期限 | 注釈                 |
| --------------------------------------------------------------------- | --------------- | -------------- | ------------ | -------------------- |
| 20.04 LTS                                                             | Focal Fossa     | 2020年5月7日   | 2023年4月    | 過去のLTSバージョン  |
| 20.10                                                                 | Groovy Gorilla  | 2020年10月22日 | 2021年7月    |                      |
| 21.04                                                                 | Hirsute Hippo   | 2021年4月22日  | 2022年1月    |                      |
| 21.10                                                                 | Impish Indri    | 2021年10月14日 | 2022年7月    |                      |
| 22.04 LTS                                                             | Jammy Jellyfish | 2022年4月21日  | 2025年4月    | LTSバージョン        |
| 22.10                                                                 | Kinetic Kudu    | 2022年10月20日 | 2023年7月    | 公式フレーバーとなる |
| 23.04                                                                 | Lunar Lobster   | 2023年4月20日  | 2024年1月    |                      |
| 23.10                                                                 | Mantic Minotaur | 2023年10月12日 | 2024年7月    |                      |
| 24.04 LTS                                                             | Noble Numbat    | 2024年4月25日  | 2027年4月    | LTSバージョン        |
| 24.10                                                                 | Oracular Oriole | 2024年10月10日 | 2025年7月    |                      |
| 25.04                                                                 | Plucky Puffin   | 2025年4月17日  | 2026年1月    | 現行リリース         |
| 旧バージョン 旧バージョン（サポート中） 最新バージョン 将来のリリース |                 |                |              |                      |